# Sidensjö socken
Sidensjö socken i Ångermanland ingår sedan 1971 i Örnsköldsviks kommun och motsvarar från 2016 Sidensjö distrikt.
Socknens areal är 389,0 kvadratkilometer, varav 359,60 land. År 2000 fanns här 1 273 invånare. Tätorten och kyrkbyn Sidensjö med sockenkyrkan Sidensjö kyrka ligger i socknen. 

## Administrativ historik
Sidensjö socken bildades under 1300-talet genom en utbrytning ur Nätra socken. Ur socknen utbröts 1779 Skorpeds socken.
Vid kommunreformen 1862 övergick socknens ansvar för de kyrkliga frågorna till Sidensjö församling och för de borgerliga frågorna bildades Sidensjö landskommun. Landskommunen inkorporerades 1952 i Nätra landskommun som 1971 uppgick i Örnsköldsviks kommun.
1 januari 2016 inrättades distriktet Sidensjö, med samma omfattning som församlingen hade 1999/2000.  
Socknen har tillhört fögderier, tingslag och domsagor enligt vad som beskrivs i artikeln Ångermanland.  De indelta båtsmännen tillhörde Andra Norrlands andradels båtsmanskompani.

## Geografi
Sidensjö socken ligger väster om Örnsköldsvik, kring Nätraån. Socknen har odlingsbygd i den breda ådalen och är däromkring en starkt kuperad sjörik skogsbygd med höjder som i sydväst når 434 meter över havet.
Socknen av idag omfattar 33 mindre byar (Sidensjö, Prästbordet, Bredåker, Hämra, Skureå, Nybyn, Myre, Kjällom, Tjal och Överå med flera).

## Fornlämningar
Vid Åbodsjön finns en hällmålning. Drygt 30 boplatser från stenåldern har påträffats och man har funnit cirka 60 fångstgropar.

## Namnet
Namnet (1386 Sidunxsio) kommer från en sjö, troligen nuvarande Bysjön norr om kyrkan. Sjönamnet Sidhunger med ett senare tillägg sjö innehåller efterleden ung och förleden sid 'låglänt (och sank)' syftande på sjöns stränder.

## Befolkningsutveckling
| Befolkningsutvecklingen i Sidensjö socken 1750–1990                                                                                                  | Befolkningsutvecklingen i Sidensjö socken 1750–1990 | Befolkningsutvecklingen i Sidensjö socken 1750–1990 | Befolkningsutvecklingen i Sidensjö socken 1750–1990 | Befolkningsutvecklingen i Sidensjö socken 1750–1990 |
| --- | --------------------------------------------------- | --------------------------------------------------- | --------------------------------------------------- | --------------------------------------------------- |
| |                                                     |                                                     |                                                     |                                                     |
| År |                                                     |                                                     | Folkmängd                                           |                                                     |
| 1750 | 1750                                                |                                                     | 1 058                                               |                                                     |
| 1760 | 1760                                                |                                                     | 1 216                                               |                                                     |
| 1769 | 1769                                                |                                                     | 1 282                                               |                                                     |
| 1780 | 1780                                                |                                                     | 1 480                                               |                                                     |
| 1790 | 1790                                                |                                                     | 1 487                                               |                                                     |
| 1800 | 1800                                                |                                                     | 1 753                                               |                                                     |
| 1810 | 1810                                                |                                                     | 1 482                                               |                                                     |
| 1820 | 1820                                                |                                                     | 1 500                                               |                                                     |
| 1830 | 1830                                                |                                                     | 1 811                                               |                                                     |
| 1840 | 1840                                                |                                                     | 1 966                                               |                                                     |
| 1850 | 1850                                                |                                                     | 1 842                                               |                                                     |
| 1860 | 1860                                                |                                                     | 2 094                                               |                                                     |
| 1870 | 1870                                                |                                                     | 2 299                                               |                                                     |
| 1880 | 1880                                                |                                                     | 2 468                                               |                                                     |
| 1890 | 1890                                                |                                                     | 2 546                                               |                                                     |
| 1900 | 1900                                                |                                                     | 2 613                                               |                                                     |
| 1910 | 1910                                                |                                                     | 2 621                                               |                                                     |
| 1920 | 1920                                                |                                                     | 2 533                                               |                                                     |
| 1930 | 1930                                                |                                                     | 2 315                                               |                                                     |
| 1940 | 1940                                                |                                                     | 2 304                                               |                                                     |
| 1950 | 1950                                                |                                                     | 2 184                                               |                                                     |
| 1960 | 1960                                                |                                                     | 1 871                                               |                                                     |
| 1970 | 1970                                                |                                                     | 1 469                                               |                                                     |
| 1980 | 1980                                                |                                                     | 1 388                                               |                                                     |
| 1990 | 1990                                                |                                                     | 1 331                                               |                                                     |
| Anm: Tabellen inkluderar Skorped fram till 1800. Källor: Umeå universitet - Tabellverket 1749-1859, Demografiska databasen, CEDAR, Umeå universitet. |                                                     |                                                     |                                                     |                                                     |